# Bert van Vlaanderen
Albert „Bert” van Vlaanderen (ur. 25 listopada 1964 w Tienhoven w prowincji Utrecht) – holenderski lekkoatleta specjalizujący się w biegach długodystansowych, przede wszystkim w maratonie, dwukrotny uczestnik letnich igrzysk olimpijskich (Barcelona 1992, Atlanta 1996).

## Sukcesy sportowe
- czterokrotny mistrz Holandii w biegu maratońskim – 1991, 1992, 1993, 1995[1]

| Rok  | Miasto    | Zawody                      | Konkurencja | Wynik         |
| ---- | --------- | --------------------------- | ----------- | ------------- |
| 1990 | Breda     | Bredase Singelloop          | półmaraton  | 1. miejsce    |
| 1992 | Barcelona | letnie igrzyska olimpijskie | maraton     | 15. miejsce   |
| 1993 | Stuttgart | mistrzostwa świata          | maraton     | brązowy medal |
| 1996 | Atlanta   | letnie igrzyska olimpijskie | maraton     | 45. miejsce   |

## Rekordy życiowe
- maraton – 2:10:27 – Rotterdam 19/04/1998